# New Brockton (Alabama)
New Brockton é uma cidade  localizada no estado americano do Alabama, no Condado de Coffee.

## Demografia
Segundo o censo americano de 2000, a sua população era de 1250 habitantes.
Em 2006, foi estimada uma população de 1220, um decréscimo de 30 (-2.4%).

## Geografia
De acordo com o United States Census Bureau, a localidade tem uma área de 20,7 km², sem área coberta por água. New Brockton localiza-se a aproximadamente 126 m acima do nível do mar.

## Localidades na vizinhança
O diagrama seguinte representa as localidades num raio de 24 km ao redor de New Brockton.